# Argoctenus vittatus
Espèce
Synonymes
- Miturgina vittata Simon, 1889

Argoctenus vittatus est une espèce d'araignées aranéomorphes de la famille des Miturgidae.

## Distribution
Cette espèce se rencontre en Nouvelle-Calédonie et en Australie.

## Description
La femelle subadulte holotype mesure 8 mm.

## Systématique et taxinomie
Le nom de cette espèce a la préséance sur Argoctenus vittatus (Rainbow, 1920) qui si sa validité est confirmée devra être renommée.

## Publication originale
- Simon, 1889 : Études arachnologiques. 21e Mémoire. XXXII. Descriptions d'espèces et de genres nouveaux de Nouvelle-Calédonie. Annales de la Société Entomologique de France, sér. 6, vol. 8, p. 237-247 (texte intégral).